# 民主主義と自由
民主主義と自由（カタルーニャ語: Democràcia i Llibertat）は2015年の総選挙に参戦するために設立された政党連合体。2015年11月6日にこの名称で設立が発表された。カタルーニャ民主集中（CDC）、カタルーニャ民主主義者（DC）、Reagrupamentによって構成される。CDCは11月6日に党員の84.25%の支持票を得て、そしてまたDCも同様に78%の同意を得てこの連合体の設立が可決された。
党代表にはカタルーニャ自治政府首相府担当の現閣僚のフランセスク・オムスが就任することが決められた。